# Olympische Sommerspiele 1952/Teilnehmer (Argentinien)
| Gelbes Symbol für Goldmedaillen mit stilisierten Olympischen Ringen | Graues Symbol für Silbermedaillen mit stilisierten Olympischen Ringen | Braundes Symbol für Bronzemedaillen mit stilisierten Olympischen Ringen |
| ------------------------------------------------------------------- | --------------------------------------------------------------------- | ----------------------------------------------------------------------- |
| 1                                                                   | 2                                                                     | 2                                                                       |

Argentinien nahm an den Olympischen Sommerspielen 1952 in der finnischen Hauptstadt Helsinki mit 123 Sportlern, 8 Frauen und 115 Männern, an 77 Wettbewerben in 15 Sportarten teil.
Seit 1900 war es die neunte Teilnahme eines argentinischen Teams an Olympischen Sommerspielen. Jüngster Athlet war mit 16 Jahren der Ruderer Jorge Arripe, ältester Athlet der 55-jährige Segler Werner von Foerster.

## Flaggenträger
Der Leichtathlet Delfo Cabrera trug die Flagge Argentiniens während der Eröffnungsfeier im Olympiastadion.

## Medaillengewinner
Mit einer gewonnenen Gold-, zwei Silber- und zwei Bronzemedaillen belegte das argentinische Team Platz 19 im Medaillenspiegel.

### Gold
| Name               | Sportart | Wettkampf    |
| ------------------ | -------- | ------------ |
| Tranquilo Cappozzo | Rudern   | Doppelzweier |
| Eduardo Guerrero   | Rudern   | Doppelzweier |

### Silber
| Name            | Sportart       | Wettkampf         |
| --------------- | -------------- | ----------------- |
| Antonio Pacenza | Boxen          | Halbschwergewicht |
| Reinaldo Gorno  | Leichtathletik | Marathon          |

### Bronze
| Name              | Sportart     | Wettkampf         |
| ----------------- | ------------ | ----------------- |
| Eladio Herrera    | Boxen        | Halbmittelgewicht |
| Humberto Selvetti | Gewichtheben | Schwergewicht     |

## Teilnehmer nach Sportarten

### Basketball
Männer
- Leopoldo Contarbio, Hugo del Vecchio, Oscar Furlong, Juan Gazsó, Ricardo González, Rafael Lledó, Alberto López, Rubén Menini, Omar Monza, Rubén Pagliari, Raúl Pérez Varela, Ignacio Poletti, Juan Carlos Uder und Roberto Viau
Hauptrunde: Gruppe 3, sechs Punkte, 239:196 Punkte, Rang 1, für das Viertelfinale qualifiziert
85:59-Sieg gegen die  Philippinen; Topscorer: Juan Gazsó, Oscar Furlong (14 Punkte)
82:81-Sieg gegen  Kanada; Topscorer: Oscar Furlong (20 Punkte)
72:56-Sieg gegen  Brasilien; Topscorer: Juan Carlos Uder (13 Punkte)
Viertelfinale: Gruppe A, fünf Punkte, 226:174 Punkte, für das Halbfinale qualifiziert
100:56-Sieg gegen  Bulgarien; Topscorer: Juan Gazsó (26 Punkte)
61:52-Sieg gegen  Frankreich; Topscorer: Juan Gazsó (14 Punkte)
65:66-Niederlage gegen  Uruguay; Topscorer: Oscar Furlong (23 Punkte)
Halbfinale: 76:85-Niederlage gegen die  Vereinigten Staaten von Amerika; Topscorer: Ricardo González (22 Punkte)
Spiel um Platz 3: 59:68-Niederlage gegen  Uruguay; Topscorer: Juan Gazsó (19 Punkte)
Rang 4

### Boxen
Männer
Fliegengewicht (bis 51 kg)
- Alberto Barenghi
Runde 1: ausgeschieden gegen Roland Johansson aus Schweden nach Punkten (1:2)

Bantamgewicht (bis 54 kg)
- Rómulo Parés
Runde 1: ausgeschieden nach Punkten (1:2) gegen Lennie von Graevenitz aus Südafrika

Federgewicht (bis 57 kg)
- Ángel Leyes
Runde 1: ausgeschieden gegen Sidney Greave aus Pakistan durch K. o. in der zweiten Runde

Leichtgewicht (bis 60 kg)
- Américo Bonetti
Runde 1: Sieg gegen Johnny van Rensburg aus Südafrika durch Punktrichterentscheidung (3:0)
Runde 2: 3:0-Punktsieg gegen Leopold Potesil aus Österreich
Viertelfinale: ausgeschieden gegen Gheorghe Fiat aus Rumänien nach Punkten (1:2)

Halbweltergewicht (bis 63,5 kg)
- Oscar Gallardo
Runde 1: ausgeschieden gegen Peter Waterman aus Großbritannien nach Punkten (1:2)

Weltergewicht (bis 67 kg)
- Marcos Sarfatti
Runde 1: ausgeschieden gegen Sergei Tscherbakow aus der Sowjetunion Disqualifikation in der zweiten Runde

Halbmittelgewicht (bis 71 kg)
- Eladio Herrera
Runde 1: 3:0-Punktsieg gegen Ardashes Saginian aus dem Iran
Runde 2: gegen Josef Hamberger aus Österreich durch K. o. in der dritten Runde durchgesetzt
Viertelfinale: Sieg gegen Guido Mazzinghi aus Italien durch Disqualifikation des Gegners in Runde drei
Halbfinale: Punktniederlage gegen László Papp aus Ungarn (0:3), Rang 3

Mittelgewicht (bis 75 kg)
- Héctor Maturano
Runde 1: Punktniederlage gegen Bedřich Koutný aus der Tschechoslowakei (1:2)

Halbschwergewicht (bis 81 kg)
- Antonio Pacenza
Runde 1: Freilos
Runde 2: Punktsieg gegen Rolf Storm aus Schweden (2:1)
Viertelfinale: 3:0-Sieg nach Punkten gegen Lucio Grotone aus Brasilien
Halbfinale: gegen Anatoli Perow aus der Sowjetunion nach Punkten durchgesetzt (3:0)
Finale: Punktniederlage gegen Norvel Lee aus den Vereinigten Staaten von Amerika, Rang 2

Schwergewicht (über 81 kg)
- José Sartor
Runde 1: Punktniederlage gegen Eddie Hearn aus Großbritannien (1:2)

### Fechten
Männer
Florett Einzel
- Félix Galimi
Runde 1: in Gruppe 2 vier Duelle gewonnen, eins verloren, 17 Treffer erhalten; Rang 2, für das Viertelfinale qualifiziert
Viertelfinale: in Gruppe 2 zwei Duelle gewonnen, vier verloren, 28 Treffer erhalten; Rang 6, nicht für das Halbfinale qualifiziert

- Fulvio Galimi
Runde 1: in Gruppe 4 drei Duelle gewonnen, zwei verloren, 17 Treffer erhalten; Rang 4, für das Viertelfinale qualifiziert
Viertelfinale: in Gruppe 3 zwei Duelle gewonnen, vier verloren, 24 Treffer erhalten; Rang 4, nicht für das Halbfinale qualifiziert

- José Rodríguez
Runde 1: in Gruppe 6 drei Duelle gewonnen, drei verloren, 23 Treffer erhalten; Rang 5, nicht für das Viertelfinale qualifiziert

Florett Mannschaft
- Félix Galimi, Fulvio Galimi, Santiago Massini, José Rodríguez und Eduardo Sastre
Runde 1: in Gruppe 2 ein Duell gewonnen, keins verloren, acht Treffer erzielt, acht erhalten; Rang 2, für das Viertelfinale qualifiziert
8/65:8/64-Sieg gegen die  Sowjetunion
Viertelfinale: in Gruppe 3 zwei Duelle gewonnen, eins verloren, 27 Treffer erzielt, 21 erhalten; Rang 2, für das Halbfinale qualifiziert
9:7-Sieg gegen  Ungarn
7:9-Niederlage gegen die  Vereinigten Staaten von Amerika
11:5-Sieg gegen  Deutschland
Halbfinale: in Gruppe 2 kein Duell gewonnen, zwei verloren, neun Treffer erzielt, 18 erhalten; Rang 3, nicht für das Finale qualifiziert
2:9-Niederlage gegen  Frankreich
7:9-Niederlage gegen  Ägypten

Degen Einzel
- Santiago Massini
Runde 1: in Gruppe 4 zwei Duelle gewonnen, fünf verloren, 16 Treffer erhalten; Rang 6, nicht für das Viertelfinale qualifiziert

- Enrique Rettberg
Runde 1: in Gruppe 5 zwei Duelle gewonnen, vier verloren, 13 Treffer erhalten; Rang 6, nicht für das Viertelfinale qualifiziert

- Vito Simonetti
Runde 1: in Gruppe 2 zwei Duelle gewonnen, fünf verloren, 16 Treffer erhalten; Rang 6, nicht für das Viertelfinale qualifiziert

Säbel Einzel
- José D'Andrea
Runde 1: in Gruppe 3 fünf Duelle gewonnen, eins verloren, 21 Treffer erhalten; Rang 1, für das Viertelfinale qualifiziert
Viertelfinale: in Gruppe 1 ein Duell gewonnen, sechs verloren, 32 Treffer erhalten; Rang sieben, nicht für das Halbfinale qualifiziert

- Edgardo Pomini
Runde 1: in Gruppe 1 vier Duelle gewonnen, drei verloren, 23 Treffer erhalten; Rang 3, für das Viertelfinale qualifiziert
Viertelfinale: in Gruppe 2 kein Duell gewonnen, sieben verloren, 35 Treffer erhalten; Rang 8, nicht für das Halbfinale qualifiziert

- Daniel Sande
Runde 1: in Gruppe 5 drei Duelle gewonnen, drei verloren, 26 Treffer erhalten; Rang 4, für das Viertelfinale qualifiziert
Viertelfinale: in Gruppe 4 fünf Duelle gewonnen, zwei verloren, 23 Treffer erhalten; Rang 4 für das Halbfinale qualifiziert
Halbfinale: in Gruppe 1 zwei Duelle gewonnen, drei verloren, 20 Treffer erhalten; Rang 4, nicht für das Finale qualifiziert

Säbel Mannschaft
- José D'Andrea, Félix Galimi, Fulvio Galimi, Edgardo Pomini und Daniel Sande
Runde 1: in Gruppe 5 zwei Duelle gewonnen, keins verloren, 21 Treffer erzielt, neun Treffer erhalten; Rang 2, für das Viertelfinale qualifiziert
9:5-Sieg gegen  Portugal
12:4-Sieg gegen das  Saarland
Viertelfinale: in Gruppe 1 kein Duell gewonnen, zwei verloren, acht Treffer erzielt, 18 erhalten; Rang 3, nicht für das Halbfinale qualifiziert
1:9-Niederlage gegen  Italien
7:9-Niederlage gegen das  Vereinigte Königreich

Frauen
Florett Einzel
- Elsa Irigoyen
Runde 1: in Gruppe 6 drei Duelle gewonnen, zwei verloren, zwölf Treffer erhalten; Rang 3, für das Viertelfinale qualifiziert
Viertelfinale: in Gruppe 4 kein Duell gewonnen, vier verloren, 16 Treffer erhalten; Rang 6, nicht für das Halbfinale qualifiziert

### Gewichtheben
Männer
Mittelgewicht (bis 75 kg)
- Ángel Sposato
Finale: 357,5 kg, Rang 7
Militärpresse: 107,5 kg, Rang 7
Reißen: 110,0 kg, Rang 7
Stoßen: 140,0 kg, Rang 8

Halbschwergewicht (bis 82,5 kg)
- Osvaldo Forte
Finale: 382,5 kg, Rang 7
Militärpresse: 112,5 kg, Rang 11
Reißen: 115,0 kg, Rang 7
Stoßen: 155,0 kg, Rang 7

Mittelschwergewicht (bis 90 kg)
- Francisco Rensonnet
Finale: 370,0 kg, Rang 7
Militärpresse: 107,5 kg, Rang 11
Reißen: 112,5 kg, Rang 8
Stoßen: 150,0 kg, Rang 6

Schwergewicht (über 90 kg)
- Norberto Ferreira
Finale: 410,0 kg, Rang 6
Militärpresse: 140,0 kg, Rang 4
Reißen: 115,0 kg, Rang 8
Stoßen: 155,0 kg, Rang 5

- Humberto Selvetti
Finale: 432,5 kg, Rang 3 
Militärpresse: 150,0 kg, Rang 1
Reißen: 120,0 kg, Rang 5
Stoßen: 162,5 kg, Rang 3

### Leichtathletik

#### Männer

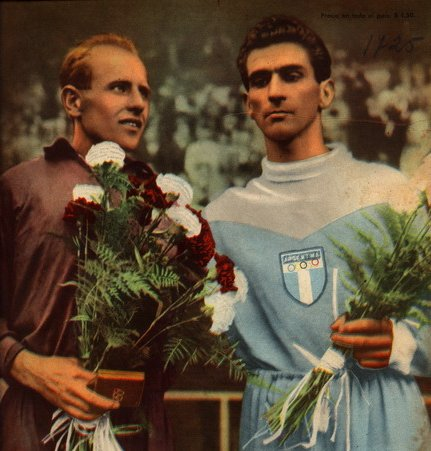
Marathon: links Olympiasieger Emil Zátopek, rechts Reinaldo Gorno

100 m
- Mariano Acosta
Vorläufe: in Lauf 7 (Rang 6) mit 11,4 s (handgestoppt) bzw. 11,58 s (elektronisch) nicht für die Viertelfinalläufe qualifiziert

- Enrique Beckles
Vorläufe: in Lauf 9 disqualifiziert

- Romeo Galán
Vorläufe: in Lauf 4 (Rang 2) mit 11,0 s (handgestoppt) bzw. 11,11 s (elektronisch) für die Viertelfinalläufe qualifiziert,
Viertelfinale: in Lauf 3 (Rang 5) mit 10,9 s (handgestoppt) bzw. 11,08 s (elektronisch) nicht für die Halbfinalläufe qualifiziert

200 m
- Enrique Beckles
Vorläufe: in Lauf 7 (Rang 3) mit 22,6 s (handgestoppt) bzw. 22,73 s (elektronisch) nicht für die Viertelfinalläufe qualifiziert

- Gerardo Bönnhoff
Vorläufe: in Lauf 1 (Rang 1) mit 21,6 s (handgestoppt) bzw. 21,72 s (elektronisch) für die Viertelfinalläufe qualifiziert
Viertelfinale: in Lauf 4 (Rang 1) mit 21,4 s (handgestoppt) bzw. 21,67 s (elektronisch) für die Halbfinalläufe qualifiziert
Halbfinale: in Lauf 2 (Rang 3) mit 21,5 s (handgestoppt) bzw. 21,75 s (elektronisch) für das Finale qualifiziert
Finale: 21,3 s (handgestoppt) bzw. 21,59 s (elektronisch), Rang 6

Marathon
- Delfo Cabrera
2:46:42,4 h, Rang 6

- José Corsino Fernández
Rennen nicht beendet

- Reinaldo Gorno
2:25:35,0 h, Rang 2

110 m Hürden
- Estanislao Kocourek
Vorläufe: in Lauf 2 (Rang 3) mit 15,0 s (handgestoppt) bzw. 15,20 s (elektronisch) nicht für die Halbfinalläufe qualifiziert

4 × 100 m Staffel
- Mariano Acosta, Enrique Beckles, Gerardo Bönnhoff und Romeo Galán
Vorläufe: in Lauf 3 (Rang 3) mit 41,5 s (handgestoppt) bzw. 41,56 s (elektronisch) für die Halbfinalläufe qualifiziert
Halbfinale: in Lauf 1 (Rang 4) mit 41,4 s (handgestoppt) bzw. 41,61 s (elektronisch) nicht für das Finale qualifiziert

50 km Gehen
- Guillermo Weller
Wettkampf nicht beendet

Speerwurf
- Ricardo Héber
Qualifikation, Gruppe A: mit 64,82 m (Rang 8, Gesamtrang 12) für das Finale qualifiziert
1. Wurf: 60,41 m
2. Wurf: 64,82 m
3. Wurf: ausgelassen
Finale: 62,82 m, Rang 15
1. Wurf: 60,43 m
2. Wurf: 62,70 m
3. Wurf: 62,82 m

#### Frauen
100 m
- Lilián Buglia
Vorläufe: in Lauf 4 (Rang 3) mit 12,3 s (handgestoppt) bzw. 12,62 s (elektronisch) nicht für die Viertelfinalläufe qualifiziert

- Ana María Fontán
Vorläufe: in Lauf 7 (Rang 5) mit 12,9 s (handgestoppt) bzw. 13,33 Sekunden (elektronisch) nicht für die Viertelfinalläufe qualifiziert

- Lilián Heinz
Vorläufe: in Lauf 1 (Rang 3) mit 12,7 s (handgestoppt) bzw. 13,01 s (elektronisch) nicht für die Viertelfinalläufe qualifiziert

200 m
- Gladys Erbetta
Vorläufe: in Lauf 1 (Rang 4) mit 25,6 s (handgestoppt) bzw. 25,83 s (elektronisch) nicht für die Halbfinalläufe qualifiziert

- Lilián Heinz
Vorläufe: in Lauf 5 (Rang 4) mit 25,8 s (handgestoppt) bzw. 26,00 s (elektronisch) nicht für die Halbfinalläufe qualifiziert

4 × 100 m Staffel
- Lilián Buglia, Gladys Erbetta, Ana María Fontán und Lilián Heinz
Vorläufe: in Lauf 1 (Rang 3) mit 47,9 s (handgestoppt) bzw. 48,11 s (elektronisch) nicht für das Finale qualifiziert

Weitsprung
- Lilián Buglia
Qualifikation, Gruppe A: mit 5,25 m (Rang 13, Gesamtrang 27) nicht für das Finale qualifiziert
1. Sprung: 4,48 m
2. Sprung: 5,20 m
3. Sprung: 5,25 m

- Gladys Erbetta
Qualifikation, Gruppe A: mit 5,51 m (Rang 5, Gesamtrang 12) für das Finale qualifiziert
1. Sprung: 5,04 m
2. Sprung: ungültig
3. Sprung: 5,51 m
Finale: 5,47 m, Rang 18
1. Sprung: 5,39 m
2. Sprung: 5,40 m
3. Sprung: 5,47 m

Kugelstoßen
- Ingeborg Mello
Qualifikation: 10,82 m, Rang 19, nicht für das Finale qualifiziert
1. Stoß: 10,82 m
2. Stoß: 10,82 m
3. Stoß: 10,33 m

- Ingeborg Pfüller
Qualifikation: 10,82 m, Rang 19, nicht für das Finale qualifiziert
1. Stoß: 10,82 m
2. Stoß: 10,82 m
3. Stoß: 10,33 m

Diskuswurf
- Ingeborg Mello
Qualifikation: mit 40,91 m (Rang 5) für das Finale qualifiziert
1. Wurf: ungültig
2. Wurf: 40,91 m
3. Wurf: ausgelassen
Finale: 39,04 Meter, Rang 12
1. Wurf: 39,04 m
2. Wurf: 37,84 m
3. Wurf: 37,24 m

- Ingeborg Pfüller
Qualifikation: mit 36,61 m (Rang 16) für das Finale qualifizerit
1. Wurf: ungültig
2. Wurf: 36,61 m
3. Wurf: ausgelassen
Finale: 41,73 m, Rang 7
1. Wurf: 37,05 m
2. Wurf: 40,32 m
3. Wurf: 41,73 m

### Moderner Fünfkampf
Männer
Einzel
- Jorge Cáceres
Finale: 152 Punkte, Rang 34
Crosslauf: 16:59,7 min, Rang 38
Degenfechten: 18 Duelle gewonnen, acht Unentschieden, Rang 39
Pistolenschießen: 20 Treffer, Rang 14
Schwimmen: 5:02,5 min, Rang 28
Springreiten: 10:56,6 min, Rang 33

- Luis Ribera
Finale: 100 Punkte, Rang 16
Crosslauf: 15:49,7 min, Rang 18
Degenfechten: 20 Duelle gewonnen, sechs Unentschieden, Rang 31
Pistolenschießen: 19 Treffer, Rang 33
Schwimmen: 4:32,6 min, Rang 13
Springreiten: 9:33,5 min, Rang 5

- Carlos Velázquez
Finale: 123 Punkte, Rang 24
Crosslauf: 16:01,2 min, Rang 25
Degenfechten: 20 Duelle gewonnen, zwei Unentschieden, Rang 33
Pistolenschießen: 20 Treffer, Rang 7
Schwimmen: 5:35,7 min, Rang 41
Springreiten: 9:32,6 min, Rang 17

Mannschaft
- Jorge Cáceres und Luis Ribera
Finale: 355 Punkte, Rang 8
Crosslauf: 77 Punkte, Rang 10
Degenfechten: 98 Punkte, Rang 12
Pistolenschießen: 52 Punkte, Rang 5
Schwimmen: 75 Punkte, Rang 9
Springreiten: 53 Punkte, Rang 5

### Radsport
Herren, Bahn-Wettbewerbe
Sprint
- Antonio Giménez
Runde 1: in Lauf 4 (Rang 1) mit 12,8 s für das Viertelfinale qualifiziert
Viertelfinale: in Lauf 4 (Rang 2) nicht für das Halbfinale qualifiziert
Viertelfinale, Hoffnungslauf: in Lauf 1 (Rang 1) 11,8 s
Viertelfinale, Hoffnungslauf, Wiederholung: in Lauf 2 (Rang 2) nicht für das Halbfinale qualifiziert

1000 m Zeitfahren
- Clodomiro Cortoni
Finale: 1:13,2 min, Rang 4

4000 Meter Mannschaftsverfolgung
- Rodolfo Caccavo, Óscar Giacché, Óscar Pezoa und Pedro Salas
Qualifikation: 4:55,2 min, nicht für die nächste Runde qualifiziert, Rang 9

### Reiten
Männer
Springreiten Einzel
- Sergio Dellachá
Finale: 12,00 Strafpunkte, Rang 7
Runde 1: 8,00 Strafpunkte, Rang 12
Runde 2: 4,00 Strafpunkte, Rang 04

- Argentino Molinuevo
Finale: 12,00 Strafpunkte, Rang 7
Runde 1: 4,00 Strafpunkte, Rang 02
Runde 2: 8,00 Strafpunkte, Rang 13

- Julio César Sagasta
Finale: 36,75 Strafpunkte, Rang 38
Runde 1: 16,00 Strafpunkte, Rang 33
Runde 2: 20,75 Strafpunkte, Rang 41

Springreiten Mannschaft
- Sergio Dellachá, Argentino Molinuevo Sr. und Julio César Sagasta
Finale: 60,75 Strafpunkte, Rang 7
Runde 1: 28,00 Strafpunkte, Rang 3
Runde 2: 32,75 Strafpunkte, Rang 9

Vielseitigkeit Einzel
- Jorge Cánaves
Finale: Wettkampf nicht beendet
Dressurreiten: 150,66 Strafpunkte, Rang 34
Geländeritt: disqualifiziert
Springreiten: ./.

- Pedro Mercado
Finale: 62,80 Strafpunkte, Rang 4
Dressurreiten: 130,80 Strafpunkte, Rang 22
Geländeritt: 78,00 Punkte, Rang 3
Springreiten: 10,00 Strafpunkte, Rang 10

- Carlos Villanueva
Finale: Wettkampf nicht beendet
Dressurreiten: 124,66 Strafpunkte, Rang 16
Geländeritt: Wettkampf nicht beendet
Springreiten: ./.

Vielseitigkeit Mannschaft
- Jorge Cánaves, Pedro Mercado und Carlos Villanueva
Finale: Wettkampf nicht beendet
Dressurreiten: 406,12 Strafpunkte, Rang 7
Geländeritt: Wettkampf nicht beendet
Springreiten: ./.

### Ringen
Herren

#### Freistil
Bantamgewicht (bis 57 kg)
- Omar Blebel
nach Runde 2 mit sechs Minuspunkten ausgeschieden
Runde 1: 0:3-Punktniederlage gegen Keneth Irvine aus Großbritannien, drei Minuspunkte
Runde 2: Schulterniederlage gegen Edvin Vesterby aus Schweden, sechs Minuspunkte

Federgewicht (bis 62 kg)
- Próspero Mammana
nach Runde 3 mit fünf Minuspunkten ausgeschieden
Runde 1: 3:0-Punktsieg gegen John Elliott aus Australien, ein Minuspunkt
Runde 2: Schulterniederlage gegen Géza Hoffmann aus Ungarn, vier Minuspunkte
Runde 3: Punktsieg (2:1) gegen Antonio Randi aus Italien, fünf Minuspunkte

Leichtgewicht (bis 67 kg)
- Osvaldo Blasi
nach Runde 3 mit sechs Minuspunkten ausgeschieden
Runde 1: Schultersieg gegen Arístides Pérez aus Guatemala, null Minuspunkte
Runde 2: 0:3-Niederlage gegen Richard Garrard aus Australien, drei Minuspunkte
Runde 3: gegen Jay Thomas Evans aus den Vereinigten Staaten von Amerika nach Punkten (0:3), sechs Minuspunkte

Weltergewicht (bis 73 kg)
- Alberto Longarella
nach Runde 4 mit fünf Minuspunkten ausgeschieden, Rang 4
Runde 1: 2:1-Punktsieg gegen Niaz Mohammed aus Kanada, ein Minuspunkt
Runde 2: Schultersieg gegen Antonio Rosado aus Mexiko, ein Minuspunkt
Runde 3: 0:3-Punktniederlage gegen William Smith aus den Vereinigten Staaten von Amerika, vier Minuspunkte
Runde 4: gegen Vladislav Sekal aus der Tschechoslowakei nach Punkten (2:1) gewonnen, fünf Minuspunkte

Mittelgewicht (bis 79 kg)
- León Genuth
nach Runde 4 mit sieben Minuspunkten ausgeschieden, Rang 6
Runde 1: 2:1-Punktsieg gegen Veikko Lahti aus Finnland, ein Minuspunkt
Runde 2: Schultersieg gegen Adalberto Lepri aus Italien, ein Minuspunkt
Runde 3: Schulterniederlage gegen Gholamreza Takhti aus dem Iran, vier Minuspunkte
Runde 4: 0:3-Punktniederlage gegen Gustav Gocke aus Deutschland, sieben Minuspunkte

Schwergewicht (über 87 kg)
- Adolfo Ramírez
nach Runde 3 mit sechs Minuspunkten ausgeschieden
Runde 1: Schulterniederlage gegen Kenneth Richmond aus Großbritannien, drei Minuspunkte
Runde 2: Schulterniederlage gegen Bertil Antonsson aus Schweden, sechs Minuspunkte

#### Griechisch-römisch
Schwergewicht (über 87 kg)
- Adolfo Ramírez
nach Runde 3 mit sechs Minuspunkten ausgeschieden
Runde 1: Schulterniederlage gegen Antonios Georgoulis aus Griechenland, drei Minuspunkte
Runde 2: Punktniederlage gegen Tauno Kovanen aus Finnland (0:3), sechs Minuspunkte

### Rudern
Männer
Doppelzweier
- Tranquilo Cappozzo und Eduardo Guerrero
Runde 1: in Lauf 4 (Rang 1) mit 7:04,4 min für die Halbfinalläufe qualifiziert
Halbfinale: in Lauf 2 (Rang 1) mit 7:23,1 min für das Finale qualifiziert
Finale: 7:32,2 min, Rang 1

Zweier ohne Steuermann
- Óscar Almirón und Alberto Madero
Runde 1: in Lauf 3 (Rang 2) mit 8:02,2 min für die Halbfinalläufe qualifiziert
Halbfinale: in Lauf 1 (Rang 4) mit 7:59,8 min für die Hoffnungsläufe qualifiziert
Halbfinale, Hoffnungslauf: in Lauf 2 (Rang 2) mit 7:41,0 min nicht für das Finale qualifiziert

Vierer mit Steuermann
- Jorge Arripe, Alfredo Czerner, Juan Ecker, Jorge Schneider und Roberto Suárez
Runde 1: in Lauf 4 (Rang 2) mit 7:24,4 min für die Halbfinalläufe qualifiziert
Halbfinale: in Lauf 1 (Rang 4) mit 7:14,6 min für die Hoffnungsläufe qualifiziert
Halbfinale, Hoffnungslauf: in Lauf 2 (Rang 3) mit. 7:14,8 min nicht für das Finale qualifiziert

### Schießen
Männer
Freie Scheibenpistole
- Carlos Choque
Finale: 515 Punkte, Rang 31
1. Runde: 84 Punkte, Rang 35
2. Runde: 84 Punkte, Rang 31
3. Runde: 87 Punkte, Rang 24
4. Runde: 83 Punkte, Rang 36
5. Runde: 90 Punkte, Rang 09
6. Runde: 87 Punkte, Rang 28

Freies Gewehr Dreistellungskampf
- Pablo Cagnasso
Finale: 1092 Punkte, Rang 9
kniend: 369 Punkte, Rang 10
liegend: 381 Punkte, Rang 7
stehend: 342 Punkte, Rang 11

- David Schiaffino
Finale: 1074 Punkte, Rang 13
kniend: 359 Punkte, Rang 13
liegend: 375 Punkte, Rang 14
stehend: 340 Punkte, Rang 13

Schnellfeuerpistole
- Oscar Cervo
Finale: 571 Punkte, 60 Treffer, Rang 10
1. Runde: 287 Punkte, 30 Treffer, Rang 7
2. Runde: 284 Punkte, 30 Treffer, Rang 16

- Enrique Sáenz-Valiente
Finale: 577 Punkte, 60 Treffer, Rang 4
1. Runde: 287 Punkte, 30 Treffer, Rang 6
2. Runde: 290 Punkte, 30 Treffer, Rang 6

Tontaubenschießen
- Juan de Giacomo
Finale: 175 Punkte, Rang 25
1. Runde: 87 Punkte, Rang 25
2. Runde: 88 Punkte, Rang 27

- Fulvio Rocchi
Finale: 109 Punkte, Rang 40
1. Runde: 75 Punkte, Rang 39
2. Runde: 34 Punkte, Rang 40

### Schwimmen
Männer
100 m Freistil
- Federico Zwanck
Vorläufe: in Lauf 4 (Rang 4) in 1:01,2 min nicht für die Halbfinalläufe qualifiziert

- Marcelo Trabucco
Vorläufe: in Lauf 7 (Rang 4) mit 1:01,5 min nicht für die Halbfinalläufe qualifiziert

400 m Freistil
- Carlos Alberto Bonacich
Vorläufe: in Lauf 5 (Rang 4) mit 5:06,3 min nicht für die Halbfinalläufe qualifiziert

- Alfredo Yantorno
Vorläufe: in Lauf 7 (Rang 4) mit 4:54,5 min nicht für die Halbfinalläufe qualifiziert

- Federico Zwanck
Vorläufe: in Lauf 3 (Rang 5) mit 4:56,4 min nicht für die Halbfinalläufe qualifiziert

100 m Rücken
- Pedro Galvão
Vorläufe: in Lauf 2 (Rang 1) mit 1:08,1 min für die Halbfinalläufe qualifiziert
Halbfinale: in Lauf 1 (Rang 3) mit 1:07,9 min für das Finale qualifiziert
Finale: 1:07,7 min, Rang 5

200 m Brust
- Orlando Cossani
Vorläufe: in Lauf 3 (Rang 2) mit 2:39,6 min für die Halbfinalläufe qualifiziert
Halbfinale: in Lauf 1 (Rang 7) mit 2:43,1 min nicht für das Finale qualifiziert

4 × 200 m Freistilstaffel
- Pedro Galvão, Marcelo Trabucco, Alfredo Yantorno und Federico Zwanck
Vorläufe: in Lauf 3 (Rang 3) mit 8:59,3 min für das Finale qualifiziert
Finale: 8:56,9 min, Rang 8

Frauen
100 m Freistil
- Ana María Schultz
Vorläufe: in Lauf 6 (Rang 3) mit 1:10,6 min nicht für die Halbfinalläufe qualifiziert

400 m Freistil
- Ana María Schultz
Vorläufe: in Lauf 1 (Rang 1) mit 5:26,1 min für die Halbfinalläufe qualifiziert
Halbfinale: in Lauf 1 (Rang 3) mit 5:22,0 min für das Finale qualifiziert
Finale: 5:24,0 min, Rang 7

### Segeln
Finn-Dinghy
- Carlos Miguel Benn
Finale: 1104 Punkte, Rang 25
Rennen 1: 206 Punkte, 1:31:46 h, Rang 22
Rennen 2: 150 Punkte, 1:52:38 h, Rang 25
Rennen 3: Rennen nicht beendet
Rennen 4: 168 Punkte, 1:27:33 h, Rang 24
Rennen 5: 168 Punkte, 1:36:05 h, Rang 24
Rennen 6: 206 Punkte, 1:30:07 h, Rang 22
Rennen 7: 206 Punkte, 1:32:38 h, Rang 22

 Drachen
- Horacio Campi, Jorge del Río Salas, Roberto Sieburger
Finale: 5339 Punkte, Rang 4
Rennen 1: 486 Punkte, 2:51:51 h, Rang 7
Rennen 2: 1031 Punkte, 3:32:15 h, Rang 2
Rennen 3: 1031 Punkte, 2:40:23 h, Rang 2
Rennen 4: 729 Punkte, 3:12:00 h, Rang 4
Rennen 5: 1031 Punkte, 3:02:27 h, Rang 2
Rennen 6: 1031 Punkte, 2:59:17 h, Rang 2
Rennen 7: 486 Punkte, 3:58:42 h, Rang 7

5,5-m-R-Klasse
- Tomás Galfrascoli, Ludovico Kempter und Rodolfo Vollenweider
Finale: 3982 Punkte, Rang 5
Rennen 1: 828 Punkte, 2:41:02 h, Rang 3
Rennen 2: 351 Punkte, 3:29:05 h, Rang 9
Rennen 3: 703 Punkte, 2:39:04 h, Rang 4
Rennen 4: 460 Punkte, 3:03:04 h, Rang 7
Rennen 5: 1004 Punkte, 3:01:19 h, Rang 2
Rennen 6 460 Punkte, 2:50:58 h, Rang 7
Rennen 7: 527 Punkte, 3:24:38 h, Rang 6

6-m-R-Klasse
- Horacio Monti, Hércules Morini, Enrique Sieburger, Rufino Rodríguez de la Torre und Werner von Foerster
Finale: 3393 Punkte, Rang 5
Rennen 1: 364 Punkte, 2:33:00 h, Rang 6
Rennen 2: 841 Punkte, 3:17:20 h, Rang 2
Rennen 3: 540 Punkte, 2:30:24 h, Rang 4
Rennen 4: 364 Punkte, 2:50:18 h, Rang 6
Rennen 5: 443 Punkte, 2:48:26 h, Rang 5
Rennen 6: 841 Punkte, 2:35:05 h, Rang 2
Rennen 7: 239 Punkte, 3:10:42 h, Rang 8

 Star
- Jorge Emilio Brauer und Alfredo Vallebona
Finale: 1833 Punkte, Rang 16
Rennen 1: 423 Punkte, 2:53:45 h, Rang 10
Rennen 2: 144 Punkte, 3:27:22 h, Rang 19
Rennen 3: Rennen nicht beendet
Rennen 4: 309 Punkte, 3:08:52 h, Rang 13
Rennen 5: 382 Punkte, 3:01:47 h, Rang 11
Rennen 6: 382 Punkte, 3:00:53 h, Rang 11
Rennen 7: 193 Punkte, 3:31:40 h, Rang 17

### Turnen
Männer
Einzelmehrkampf
- César Bonoris
Finale: 88,80 Punkte (43,75 Punkte Pflicht – 45,05 Punkte Kür), Rang 157
Barren: 16,60 Punkte (8,75 Punkte Pflicht – 7,85 Punkte Kür), Rang 130
Bodenturnen: 14,90 Punkte (7,00 Punkte Pflicht – 7,90 Punkte Kür), Rang 161
Pferdsprung: 15,45 Punkte (8,95 Punkte Pflicht – 6,50 Punkte Kür), Rang 168
Reck: 16,00 Punkte (8,00 Punkte Pflicht – 8,00 Punkte Kür), Rang 131
Ringe: 15,80 Punkte (8,05 Punkte Pflicht – 7,75 Punkte Kür), Rang 144
Seitpferd: 10,05 Punkte (3,00 Punkte Pflicht – 7,05 Punkte Kür), Rang 177

- Juan Caviglia
Finale: 95,85 Punkte (47,30 Punkte Pflicht – 48,55 Punkte Kür), Rang 132
Barren: 14,65 Punkte (7,90 Punkte Pflicht – 6,75 Punkte Kür), Rang 166
Bodenturnen: 18,10 Punkte (8,80 Punkte Pflicht – 9,30 Punkte Kür), Rang 45
Pferdsprung: 17,25 Punkte (8,40 Punkte Pflicht – 8,85 Punkte Kür), Rang 135
Reck: 14,75 Punkte (6,90 Punkte Pflicht – 7,85 Punkte Kür), Rang 151
Ringe: 15,95 Punkte (7,85 Punkte Pflicht – 8,10 Punkte Kür), Rang 136
Seitpferd: 15,15 Punkte (7,45 Punkte Pflicht – 7,70 Punkte Kür), Rang 127

### Wasserball
Männer
- Osvaldo Codaro, Luis Díez, Luis Normandín, Mario Sebastián, Ladislao Szabo, Carlos Visentín und Marcelo Visentín
1. Qualifikationsrunde: Freilos
Vorrunde: Gruppe C, null Punkte, 6:25 Tore, Rang 4, nicht für das Halbfinale qualifiziert
3:9-Niederlage gegen die  Niederlande
Torschütze: Mario Sebastián (3 ×)
1:9-Niederlage gegen  Jugoslawien
2:7-Niederlage gegen  Schweden
Rang 13